# Marvin Plattenhardt
Marvin Plattenhardt (Filderstadt, Alemanya, 26 de gener de 1992) és un futbolista alemany. Juga com a lateral esquerre i el seu equip actual és el Hertha Berlin SCn.

## Internacional
Va jugar amb la selecció nacional d'Alemanya sub-17, amb la qual va ser campeón el 2009 en el Campionat d'Europa de Futbol sub-17 2017, també va participar amb la sub-18, i actualment ja ha defensat dels colors de la seva selecció absoluta a la Copa Confederacions 2017 i a la Copa del Món de futbol de 2018.

## Clubs
| Club               | País     | Any            | Partits | Gols |
| 1. FC Nürnberg VfL | Alemanya | 2010 - 2014    | 66      | 2    |
| Hertha Berlin SC   | Alemanya | 2014 - Present | 108     | 5    |

## Palmarès

### Copes internacionals
| Títol                          | Club            | País     | Any  |
| ------------------------------ | --------------- | -------- | ---- |
| Euro sub-17                    | Alemanya sub-17 | Alemanya | 2009 |
| Copa Confederacions de la FIFA | Alemanya        | Rússia   | 2017 |